# Estica
Estica (em inglês antigo: stica ou styca; pl. stycas) foi uma pequena moeda cunhada na Nortúmbria pré-viquingue, originalmente em prata e depois em cobre. A produção começou nos anos 790 e continuou até os anos 850, embora a moeda permaneceu em circulação até a conquista viquingue da Nortúmbria em 867.

## História

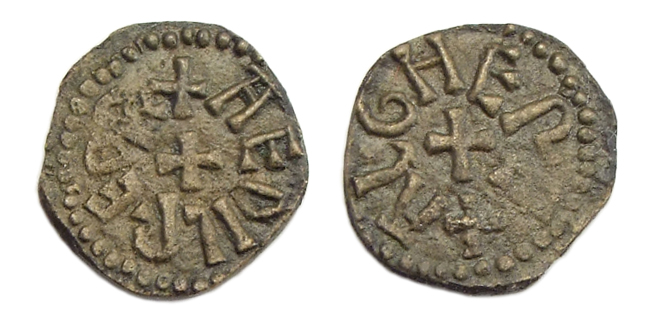
Estica de

As esticas foram cunhadas pela primeira vez no reinado de Etelredo I (r. 790–796), substituindo as anteriores escetas que deixaram de ser produzidas em ca. 790. Foram inicialmente feitas com uma liga de prata, e de ca. 830 até ca. 835 foram também cunhadas numa liga de cobre. A produção foi totalmente feira em cobre em ca. 837 e durou até ca. 855. A produção parou nesse tempo, embora ficou em circulação até a conquista viquingue da Nortúmbria em 867. Esticas foram únicas da Nortúmbria; do final do século VIII em diante os demais reinos anglo-saxões só cunharam pênis de prata com base no dinheiros francos. As várias esticas de cobre conhecidas indicam que a produção dos anos 830 em diante foi intensa e constante. A maior parte das esticas produzidas, combinado com o fato do maior número de esticas serem claramente de criação não oficial, pode sugerir uma razão do porquê a produção foi interrompida no reinado de Osberto da Nortúmbria.

## Desenho
Com algumas exceções, as várias esticas emitidas compartilha um desenho padrão comum. Tipicamente o nome do rei (ou arcebispo) aparece num lado cercando um motivo central, e o nome do cunhador aparece no outro lado. Os motivos centrais comuns incluem um simples padrão cruciforme e anéis de aneletes. As exceções incluem aquelas esticas feitas pelo cunhador Leofdegn durante o reinado de Etelredo II. Essas esticas apresentam desenhos muito mais elaborados incluindo um complexo padrão cruciforme central e um com um padrão de cão e triquetra do mesmo lado.